# Gypona paupercula
Gypona paupercula är en insektsart som beskrevs av Spångberg 1878. Gypona paupercula ingår i släktet Gypona och familjen dvärgstritar. Inga underarter finns listade i Catalogue of Life.